# Red Hill (Pennsylvania)
Red Hill è un comune (borough) degli Stati Uniti d'America, situato nello stato della Pennsylvania, nella contea di Montgomery.